# 마틴 고어
마틴 고어(Martin Lee Gore, 1961년 7월 23일 ~)은 영국의 싱어송라이터이자 기타리스트이다. 영국의 신스팝 밴드인 디페쉬 모드의 창단 멤버이다.

## 음반 목록

### 독집
- 《Counterfeit》(2003)
- 《MG》(2015)